# A Great Big Sled
«A Great Big Sled» (en español: «Un estupendo trineo grande») es una canción de la banda estadounidense de rock The Killers, producida por Alan Moulder como una canción navideña de caridad, lanzada el 5 de diciembre de 2006 como descarga digital únicamente en la tienda iTunes, Toni Halliday, la esposa de Moulder y exvocalista del dúo Curve, participa como voz de apoyo en la canción.

## Información general
«A Great Big Sled» surge como una colaboración a la campaña (PRODUCT)RED del cantante irlandés Bono, vocalista de U2, los ingresos obtenidos por la venta de descargas de la canción fueron entregados íntegramente a favor de dicha campaña la cual lucha contra el sida en los países del tercer mundo.
La canción contiene un estilo rock con sonidos de cascabeles y campanillas que lo acercan a un tipo de villancico, la letra trata sobre la Navidad tal y como la ven los niños que más tarde ya no la verán igual, también se puede escuchar la frase "I wanna wish you a merry christmas" (les deseo una feliz navidad), también trata sobre esa magia navideña que nos hace ser mejores en esa época, la canción solo se puso a la venta como descarga digital y exclusivamente para la tienda en línea iTunes, en Reino Unido la canción logró colocarse en la posición número 11 del UK Official Download Chart, y en la posición número 54 del Billboard Hot 100 en Estados Unidos.

## Video musical
El video musical es sencillo, muestra a los integrantes de la banda vestidos de duendes y como Santa Claus a Ryan Pardey, quien en el 2007 volvería a participar junto a la banda en la canción navideña "Don't Shoot Me Santa" cantando y actuando en el videoclip, el video alterna imágenes de un estudio durante la grabación de la canción y de una cena entre los todos los colaboradores del sencillo, además también aparecen imágenes de los integrantes de The Killers vestidos de duendes y cargando el equipo musical y de una presentación en vivo.